# Гусине Озеро (станція)
Гусине Озеро (рос. Гусиное Озеро) — станція Улан-Уденського регіону Східносибірської залізниці Росії, розташована на дільниці Заудинський — Наушки між станціями Муртой (відстань — 8 км) і Селендума (27 км). Відстань до ст. Заудинський — 151 км, до державного кордону — 102 км.